# Colony Wars
Colony Wars ist das erste Spiel der gleichnamigen, dreiteiligen Serie von Weltraum-Flugsimulationen für die PlayStation. Es wurde vom britischen Spieleentwickler Psygnosis in dessen Liverpooler Studio entwickelt und im November 1997 in Europa für die PlayStation veröffentlicht. Der Schwerpunkt liegt auf actionreichen Flugkämpfen in einem Science-Fiction-Szenario. Der Spieler übernimmt darin die Rolle eines namenlosen Raumjäger-Piloten, der sich auf Seiten der Liga der freien Welten für den Unabhängigkeitskampf der menschlichen Kolonialwelten gegenüber der ausbeuterischen Heimatwelt engagiert. Besonderes Merkmal des Spiels sind eine verzweigte Missionsstruktur, die zu fünf sehr unterschiedlichen Endszenarien führen können, und die Präsentation der Handlung in zahlreichen, computergenerierten FMV-Zwischensequenzen.

## Handlung

Wappen der Navy

Die Handlung von Colony Wars spielt in einer fiktiven Zukunft, in der die Menschheit begonnen hat, fremde Planeten zu besiedeln. Sogenannte Sprungtore verbinden die einzelnen Sonnensysteme und ermöglichen die schnelle Reise zwischen den Sonnensystemen. Die natürlichen Ressourcen des Sonnensystems sind nahezu aufgebraucht, weshalb die Heimatplaneten auf entsprechende Lieferungen aus den Kolonialwelten angewiesen sind. Das Erdimperium wird dabei beherrscht vom sogenannten Zaren, der die Kolonien mit Hilfe seiner Raumflotte, der Kolonialen Navy, brutal unterdrücken lässt. Die im Jahr 4299 gegründete Liga der freien Welt hingegen, unter ihrem charismatischen Anführer, dem „Vater“, hat es sich zur Aufgabe gemacht, die anhaltende Ausbeutung durch die Erde zu beenden. In der sogenannten Schlacht von Bennay gelingt es ihr erstmals, die Navy zu schlagen. Das Spiel setzt unmittelbar nach diesem Ereignis ein, zu einem Zeitpunkt, an dem die Navy-Flotte vor einem Angriff auf das zur Liga gehörende Gallonigher-System steht.
Die Handlung des Spiels wird zwischen den Missionen durch zahlreiche computergenerierte FMV-Zwischensequenzen vorangetrieben. In ihnen kommentiert ein namenloser Kampfpilot, das Alter Ego des Spielers, den Verlauf der Ereignisse, die sich im Zeitraum 4593-4620 ereignen. Je nach Erfolg des Spielers während der Missionen nimmt die Handlung dabei einen anderen Verlauf und führt schließlich zu einem von insgesamt fünf unterschiedlichen Spielenden.
Es gibt im Spiel insgesamt fünf Sonnensysteme, allerdings werden bei einem Spieldurchgang nur drei davon aufgesucht. Bei einer erfolgreichen Abwehr der Navy-Angriffe im Gallonigher-System attackiert die Liga anschließend das Draco-System und stößt im Erfolgsfall weiter vor ins Sonnensystem (Lösungsweg 1). Unterliegt die Liga im Gallonigher-System, lässt sie sich ins Diomedes-System zurückfallen. Kann sie dort die Navy besiegen, stößt sie abschließend ins Alpha-Centauri-System vor (Lösungsweg 2). Es endet für den Spieler ebenfalls bei Alpha Centauri, wenn er auf Lösungsweg 1 im Draco-System unterliegt. Aus den beiden Lösungswegen und den unterschiedlichen Ausgangsmöglichkeiten (Sieg/Niederlage) ergeben sich die folgenden fünf Spielausgänge:
1. Die Liga wird vernichtend geschlagen, sofern der Spieler jede Mission im Gallonigher- und Diomedes-System verliert.
2. Bei einer Niederlage im Alpha-Centauri-System bricht die Liga durch die Etablierung einer der Erde treu ergebenen Splittergruppe auseinander und die Kolonien werden weiterhin wie zuvor ausgebeutet.
3. Bei einem Sieg im Alpha-Centauri-System kommt es zum Patt und anschließenden Friedensvertrag zwischen Liga und Navy.
4. Bei einer Niederlage im Solsystem zieht sich die Liga zurück, versiegelt dabei aber das Sprungtor der Erde und isoliert somit die Heimatplaneten. Dieses Ende ist Grundlage für die Fortsetzung im zweiten Teil, Colony Wars: Vengeance.
5. Ein Sieg im Solsystem führt zum Sturz des Zaren und zu einem glücklichen Neuanfang für die gesamte Menschheit.

## Spielprinzip
Colony Wars ist eine missionsbasierte Weltraum-Flugsimulation, deren Schwerpunkte auf actionreichen Fluggefechten liegen. Die Aufgabenstellung besteht in der Mehrzahl der Fälle in der Ausschaltung sämtlicher gegnerischer Raumschiffe. Vor Spielbeginn kann der Spieler grundlegende Funktionen der Steuerung in einem mehrteiligen Tutorial erlernen. Das Spiel besteht aus 69 Missionen, die sich auf die einzelnen Lösungswege verteilen. Insgesamt gibt es sechs unterschiedliche Raumschifftypen, die der Spieler selbst steuern kann und die sich in ihrem Flugverhalten (Geschwindigkeit, Beschleunigung, Wendigkeit) sowie der Waffenausstattung unterscheiden. Welches Raumschiff der Spieler verwenden darf, wird durch das Programm vorgegeben.
Missionen werden eingeleitet durch eine Missionseinweisung in Form eines Bildschirmtextes mit Sprachausgabe. Nach einer animierten Startsequenz steuert der Spieler seinen Raumjäger wahlweise aus einer Cockpitansicht in der Egoperspektive oder in einer Third-Person-Perspektive durch das Einsatzgebiet. In der 3D-Weltraumumgebung sind Bewegungen über alle sechs Raumachsen (vor/zurück, rechts/links, hoch/runter) möglich. Während der Kämpfe kommen unterschiedliche Energiestrahlwaffen, Raketen- und Torpedotypen zum Einsatz. Geschützt sind Raumschiffe durch ihre Panzerung und einen Energieschild. Reduzieren sich beide Werte auf Null, wird das Raumschiff zerstört. Das Spiel unterscheidet die Waffensysteme vor allem danach, ob sie eher die Energieschilde schwächen, die Schiffshülle zerstören oder beides in gleichem Maße beschädigen können. Im Normalfall wird der Spieler während der Mission zudem von programmgesteuerten Begleitpiloten unterstützt.
Durch die verzweigte Missionsstruktur gibt es beim Verfehlen der Missionsziele ähnlich wie in Wing Commander kein klassisches Game over, das den Spieler zum sofortigen Wiederholen einer Mission zwingt. Je nach Effizienz des Spielers kann er jedoch das im Intro formulierte Spielziel, die Befreiung der Kolonialwelten vom Joch des Erdimperiums, verfehlen.

## Entwicklung
Das ursprüngliche Konzept des Spiels geht zurück auf Lead Designer Mike Ellis. Ellis und sein Team wollten zum einen die 3D-Möglichkeiten der neuen Konsolengeneration für ihre Zwecke nutzen, sich gleichzeitig aber auch von den Spielprinzipien anderer Arcade-lastiger Konsolentitel wie Ridge Racer und Tekken abgrenzen. Eine Möglichkeit sahen sie im Transfer der zu diesem Zeitpunkt mehr auf dem PC beheimateten Weltraum-Flugsimulationen auf die PlayStation. Von früheren Konkurrenzprodukten sollte sich das Spiel durch wesentlich schnellere, intensive Fluggefechte im Stile der Star-Wars-Filme und  Top Gun abgrenzen. Weiterhin wollten die Entwickler mit sich verändernden Handlungssträngen experimentieren, die unterschiedliche Lösungsmöglichkeiten boten. Ellis ging es vor allem darum, das übliche Gut-/Böse-Erzählschema zu durchbrechen. Als Codebasis diente die 3D-Engine des Ego-Shooters Krazy Ivan.
Colony Wars wurde zu Anfang von Psygnosis’ Entwicklungsstudio in San Francisco entwickelt. Ende 1996, zu einem Zeitpunkt, an dem das Projekt bereits stark hinter dem Zeitplan zurückgeblieben war, beschloss Psygnosis, das Studio zu schließen und das Entwicklerteam an den Stammsitz in Liverpool umzusiedeln. Gleichzeitig kam mit Andy Satterthwait ein neuer Produzent ins Team, der die Entwicklungsarbeiten wieder auf Kurs bringen und die Fertigstellung des Spiels sichern sollte. Neben einigen Personalrochaden und einer Teamaufstockung wurde auch der Umfang des Projekts reduziert. Beispielsweise wurden die geplanten mehr als 150 Missionen um mehr als die Hälfte gekürzt. Nach zehn Monaten zusätzlicher Entwicklungszeit konnte das Projekt dadurch erfolgreich zu Ende gebracht werden. Das Entwicklungsbudget betrug etwa eine Million britische Pfund.
Als teilweise problematisch erwiesen sich die eingeschränkten 3D-Fähigkeiten der PlayStation, zusätzlich erschwert wurde die Konkurrenzsituation zu den leistungsfähigeren Spiele-PCs. So bereitete die Polygonrasterung der Konsole starke Probleme. Es traten außerdem Probleme im Zusammenhang mit großen Polygonen wie beispielsweise den Kampfschiffen auf, die bei starker Annäherung aus dem Blickfeld der Kamera verschwanden. Solche und ähnliche Herausforderungen mussten von den Entwicklern mitunter kreativ umgangen werden. Das bedeutete etwa die Aufsplittung großer Polygone in mehrere kleine, sobald eine gewisse Distanz zum Objekt unterschritten wurde. Durch ein eigens entwickeltes Texture-Sharing-System konnte Arbeitsspeicher eingespart und stattdessen für zusätzliche Spezialeffekte verwendet werden, die von Programmierer Chris Roberts in Assemblersprache geschrieben wurden. Ein weiteres Hauptaugenmerk war die Aufrechterhaltung einer konstanten Bildwiederholfrequenz von 30 Bildern pro Sekunde. Als einer der ersten Entwickler verwendete Psygnosis außerdem einen von Gavin Dodd entwickelten Missionseditor, mit dem das Designteam die Flugmissionen unabhängig von der Unterstützung eines Programmierers entwerfen konnte.
Die Musik des Spiels stammt aus der Feder des Videospiel-Komponisten Tim „CoLD SToRAGE“ Wright, der sich für seinen orchestralen Soundtrack an opulenten Weltraumfilmen wie Star Wars und Kampfstern Galactica orientierte. Es arbeitet mit Leitmotiven, die situationsgemäß variiert und miteinander verwoben werden. Für die Vertonung der englischen Zwischensequenzen wurde der Sprecher Burt Caesar verpflichtet, dessen Sprechleistung mit der des Schauspielers James Earl Jones verglichen wurde. Die deutsche Version des Spiels wurde vollständig lokalisiert. Die Anpassung und Veröffentlichung des Spiels für den japanischen Markt wurde vom japanischen Entwicklerstudio Artdink durchgeführt.
Colony Wars wurde zeitnah zu Psygnosis’ ebenfalls futuristischer Helikopter-Kampfsimulation G-Police und dem Rennspiel F1 Championship Edition veröffentlicht. Der Verkaufsstart der drei Titel wurde von einer insgesamt sechs Millionen US-Dollar teuren Marketingkampagne begleitet. Die gemeinsame Herkunft und Ähnlichkeiten des Spielprinzips führten sowohl bei Testberichten als auch in der Nachbetrachtung oft zum Vergleich und der Erwähnung von G-Police und Colony Wars im selben Kontext.

## Rezeption
Colony Wars erhielt von der Fachpresse nicht nur, doch zumeist herausragende Bewertungen (Gamerankings: 92,09 %/Metacritic: 91 von 100). Hervorgehoben wurden dabei insbesondere die grafische Leistung und die Spezialeffekte, die trotz Opulenz keinen Abfall der Bildwiederholfrequenz verursachten.
Kritisch bewertet wurde hauptsächlich das vergleichsweise abwechslungsarme Missionsdesign, das sich letztlich immer auf das Zerstören sämtlicher feindlicher Einheiten beschränkt.

„Science Fiction- und Action-Fans stehen vor der Qual der Wahl: G-Police oder Colony Wars, oder beide? Um Psygnosis kommt man in keinem Fall herum, stammen doch die beiden besten PlayStation-Shooter in diesem Jahr von ein und derselben Firma.“

„Da macht sich Psygnosis unendlich viel Mühe mit einem neu ausgedachten Mega-Sci-Fi-Szenario mit Guten und Bösen, Navy und Liga, Wurmlöchern und allem was eben dazu gehört, verweist durch noch nie erreichte Hi-Res-Qualität sämtliche Konkurrenten, wie WC IV, Jupiter Strike oder selbst Darklight Conflict eindeutig auf die hinteren Grafikplätze, und dann vergessen sie doch glatt das Gameplay dazuzupacken.“

“Gamers who were fans of the Wing Commander series on the PC may be disappointed that Colony Wars tends to feel more like an arcade game than an epic, engaging adventure. Once in the cockpit, you are taken through the dynamic visual world of your own interactive sci-fi movie: a long film, with a heavy dose of special effects and action, but one that is definitely short of being a classic.”

„Spieler, die Fans der Wing-Commander-Serie auf dem PC waren, dürften enttäuscht sein, dass Colony Wars sich mehr wie ein Arcade-Spiel als ein episches, fesselndes Abenteuer anfühlt. Einmal im Cockpit werdet ihr durch die dynamische visuelle Welt eures eigenen interaktiven Science-Fiction-Films geführt: ein langer Film, mit einer großen Prise Spezialeffekte und Action, aber einer, der nicht genug für einen Klassiker vorweisen kann.“

“Brilliant. Awesome. Spectacular. Trouser-creamingly good. I could go on and on. But I won't. Because if the phrase "best PlayStation action game yet" and what I've already written isn't enough to motivate you to get off your ass and rush down to your nearest software store to buy this, you don't deserve any more of my time.”

„Brillant. Fantastisch. Spektakulär. Umwerfend gut. Ich könnte so weiter machen. Aber ich werde es nicht tun. Denn wenn die Phrase „das bislang beste PlayStation-Actionspiel“ und das, was ich bisher schrieb, nicht ausreicht, euch zu motivieren eure Hintern zu erheben und in den nächste Softwareladen zu flitzen, um es euch zu kaufen, dann habt ihr keine weitere Minute meiner Zeit verdient.“